# Segle III aC
El segle III aC és un període de l'edat antiga caracteritzat per l'auge de Roma, que s'acaba imposant a l'etern rival, Cartago, en una sèrie de guerres que afecten a tota la Mediterrània. Els grecs comencen un lent declivi polític que no es correspon amb el cultural, ja que continuen sent el model per a les cultures d'Occident i Orient.

## Política
Roma, després de vèncer els samnites, estava consolidada com la potència dominant a Itàlia i va iniciar un període d'expansió per la Mediterrània. Allà es va trobar amb l'oposició de Cartago, que controlava el comerç de la part occidental i per aquest motiu es van declarar les guerres púniques entre els dos pobles. Amílcar Barca i el seu fill Hanníbal Barca són els militars cartaginesos més destacats i van contribuir a l'auge púnic, però no van poder imposar-se a l'exèrcit romà, cada cop més organitzat i ben proveït. La República Romana va acabar, doncs, controlant les ciutats mediterrànies, en el que es considera l'inici de la romanització. En paral·lel, els romans conquereixen terres a l'est, inclosos territoris grecs, civilització que estava vivint el període anomenat hel·lenístic. A Europa Occidental es diversifiquen les cultures dels anomenats pobles germànics: els belgues, els bataus, els cimbris i els celtes dominen els territoris del centre i l'oest i s'expandeixen amb incursions puntuals cap a la zona balcànica.
Al nord d'Àfrica i l'Àsia es restableixen i consoliden diverses dinasties, que formaran imperis regionals després del desmembrament progressiu de l'imperi macedònic a la mort d'Alexandre el Gran. Així, la dinastia Ptolemaica regna a Egipte, l'Imperi Maurya a l'Índia i l'Imperi Selèucida a l'Àsia menor, amb la forta oposició d'Àtal I de Pèrgam. Aquests imperis tenen una cultura mestissa on s'incorporen elements locals, perses i grecs. Més a l'est, la Xina continua immersa en una època de guerres entre diversos estats fins que la Dinastia Qin s'acaba imposant al final del segle.

## Economia i societat
Comença a generalitzar-se la importació de la seda xinesa a Europa, un comerç que crearia rutes comercials específiques i va augmentar la relació entre Orient i Occident. Aquest producte es va associar des dels inicis al luxe i, per tant, estava demanat com un signe d'estatus social per part de governants i nobles. Els regnes de la Península Aràbiga, per la seva banda, controlen el comerç d'encens i altres espècies aromàtiques: els mineus, els sabeus, els catabeus i els xamotrites, tots ells d'arrels semítiques i amb complexes aliances polítiques.
El comerç marítim ajuda a crear una nova burgesia comercial i financera, al mateix temps que desenvolupa la moneda, els crèdits i les ciutats amb port. Aquests nous mercaders s'enriqueixen i creen àmplies viles amb força comoditat o inverteixen en granges a l'interior. Alguns d'ells s'impliquen també en la política, rivalitzant amb l'aristocràcia local, la font tradicional de futurs governants. Els productes més venuts són els cereals, vi, oli, metalls i esclaus.
Li Bing va fer grans obres d'enginyeria hidràulica que van millorar l'agricultura a grans zones de la Xina. Això va fer augmentar el consum i el comerç de l'arròs i va propiciar un augment demogràfic, llastat per les guerres entre els diferents estats.

## Invencions i descobriments
La ciència i la tècnica continuen en mans hel·lèniques. És un període daurat per a les matemàtiques, amb figures com Arquimedes, al qual se li deuen estudis sobre el nombre pi, la formulació del Principi d'Arquimedes o la invenció del Cargol d'Arquimedes, entre d'altres. Contemporani seu és Euclides, cèlebre en geometria pels seus Elements, on recull les fórmules més habituals per al càlcul d'àrees i volums i teoritza sobre els conceptes fonamentals d'aquesta disciplina. Un altre geòmetra destacat és Apol·loni de Perge, qui va estudiar les paràboles i les el·lipses. Eratòstenes, per la seva banda, va calcular per primer cop el diàmetre de la Terra.
A Alexandria floreix una important escola mèdica, amb Heròfil de Calcedònia i Erasístrat com a mestres més destacats. Fan importants avenços en la descripció del sistema circulatori, el cervell i la vista gràcies a les autòpsies. En aquesta ciutat va viure també Ctesibi, el qual va inventar un orgue d'aigua, el primer instrument de teclat conegut. A l'òrbita romana, destaca Marc Porci Cató Censorí amb les seves obres sobre agricultura.

## Art, cultura i pensament
En aquesta època es va dur a terme la construcció de diverses de les set meravelles del món (catalogades aleshores), com el Colós de Rodes i el Far d'Alexandria. No està recollida dins aquesta llista, per pertànyer a una cultura massa allunyada de l'hel·lènica, la Gran Muralla Xinesa, que es va començar a construir al segle III aC. Una altra fita de l'art xinès és l'exèrcit de guerrers de terracota.
Dins la literatura, Apol·loni Rodi va escriure les Argonàutiques una obra que barreja èpica i mitologia en l'estela d'Homer. Com que el grec era la llengua de cultura, es van traduir diverses obres a aquesta llengua, entre elles la Bíblia, en la versió dita Septuaginta, una de les de referència durant segles per a altres traduccions. Livi Andronic va importar els models literaris grecs narratius a Itàlia, on ja triomfava el teatre grec, com proven les comèdies de Plaute, de forta inspiració hel·lènica.
La filosofia del període es torna netament moral, sense abastar sistemes globals o ontològics com els grans pensadors de segles anteriors. Les dues escoles més importants són l'epicureisme i l'estoïcisme. Ambdues s'enfronten als problemes de la vida, però amb opcions contraposades; mentre que Epicur intenta buscar el plaer i la vida en societat per superar l'adversitat, els estoics aposten per resignar-se a les males èpoques amb una actitud temperada, acceptant el destí.